# Viktor Limr
Viktor Limr (* 23. července 1974 Ústí nad Labem) je český filmový a divadelní herec.

## Filmografie
- Návštěva staré dámy (1999)
- Den, kdy nevyšlo slunce (2001)
- Pohádka z ostrova Man (2002)
- Rodinná pouta (2004) - MUDr. Lukáš Kratochvíl
- Velmi křehké vztahy (2007) - MUDr. Lukáš Kratochvíl
- Láska In Memoriam (2007)
- Pachuť (2008)
- Cesty domů (2010) - Martin Kosík